# Ернст-Ебергард Гелль
Ернст-Ебергард Гелль (нім. Ernst-Eberhard Hell; 19 вересня 1887, Штаде — 15 вересня 1973, Вісбаден) — німецький воєначальник, генерал артилерії вермахту. Кавалер Лицарського хреста Залізного хреста з дубовим листям.

## Біографія
Учасник Першої світової війни. Після демобілізації армії залишений у рейхсвері. З 1 жовтня 1934 року — командир 2-го артилерійського полку, з 1 жовтня 1937 року — 22-го артилерійського командування. З 1 вересня 1939 року — командир 269-ї піхотної дивізії, дислокованої на франко-німецькому кордоні. Учасник Французької кампанії. З 12 серпня 1940 року — командир 15-ї піхотної дивізії в Діжоні. На початку 1941 року дивізію перекинули в Польщу. Учасник Німецько-радянської війни, включаючи бої в районі Мінська, Могильова, Смоленська, Єльні і В'язьми, а також битву за Москву. З  8 січня 1942 року — командир 7-го армійського корпусу. Учасник боїв в районі Можайська і Гжатська, з червня 1942 року — на Дону, з березня 1943 року — в районі Сум, з серпня — Бєлгорода, Києва і Житомира. В 1944 році відступив через Вінницю і Черкаси в Бессарабію. В серпні корпус був майже повністю знищений, а Гелль потрапив у полон в селі Вулканешти. 25 січня 1949 року військовим трибуналом засуджений до 25 років таборів. 8 жовтня 1955 року переданий владі ФРН і звільнений.

## Звання
- Фанен-юнкер (1 березня 1906)
- Фанен-юнкер-унтерофіцер (17 липня 1906)
- Фенріх (17 листопада 1906)
- Лейтенант (16 серпня 1907)
- Оберлейтенант (8 жовтня 1914)
- Гауптман (18 жовтня 1915)
- Майор (1 серпня 1928)
- Оберстлейтенант (1 квітня 1933)
- Оберст (1 квітня 1935)
- Генерал-майор (1 червня 1938)
- Генерал-лейтенант (1 липня 1940)
- Генерал артилерії (1 лютого 1942)

## Нагороди
- Залізний хрест
  - 2-го класу (11 вересня 1914)
  - 1-го класу (14 серпня 1916)
- Орден «За військові заслуги» (Баварія) 4-го класу з мечами
- Хрест «За військові заслуги» (Австро-Угорщина) 3-го класу з військовою відзнакою
- Срібна медаль «Ліакат» з шаблями (Османська імперія)
- Військова медаль (Османська імперія)
- Почесний хрест ветерана війни з мечами
- Медаль «За вислугу років у Вермахті» 4-го, 3-го, 2-го і 1-го класу (25 років)
- Застібка до Залізного хреста
  - 2-го класу (12 травня 1940)
  - 1-го класу (17 травня 1940)
- Німецький хрест в золоті (14 червня 1942)
- Медаль «За зимову кампанію на Сході 1941/42»
- Лицарський хрест Залізного хреста з дубовим листям
  - лицарський хрест (1 лютого 1943)
  - дубове листя (№487; 4 червня 1944)
- Відзначений у Вермахтберіхт (12 березня 1944)